# Baie Au Train
 (août 2024).
Si vous disposez d'ouvrages ou d'articles de référence ou si vous connaissez des sites web de qualité traitant du thème abordé ici, merci de compléter l'article en donnant les références utiles à sa vérifiabilité et en les liant à la section « Notes et références ».
Pour les articles homonymes, voir Train (homonymie).

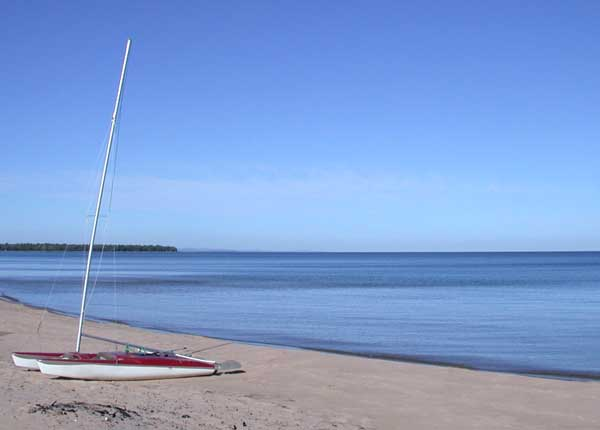
La plage donnant sur la baie Au Train.

La baie Au Train (en anglais : Au Train Bay) est le nom d'une baie située sur le lac Supérieur le long de la rive Nord de l'État du Michigan aux États-Unis.

## Géographie
La baie Au Train est située le long de la localité d'Au Train, dans la partie nord de la péninsule supérieure. 
La rivière Au Train s'y déverse dans le lac Supérieur.

## Histoire
Ce sont les explorateurs, trappeurs et coureurs des bois Canadiens-français qui appelèrent cette baie et sa rivière Au Train.  